# 劉錦藻
劉 錦藻（りゅう きんそう）は、清末民初の政治家・実業家・歴史家。もとの名は安江。字は澂如、号は橙墅または堅匏盦。
1894年、進士となった。維新思想を持ち、張謇と交わり、さらに康有為・梁啓超・譚嗣同の強学会にも出入りした。
1907年に浙江興業銀行を創設し、1909年には滬杭鉄道開通の中心人物となった。
中華民国期には参政院参政を務めた。
政書（政治制度の解説書）の『清朝続文献通考』を著し、その内容は清末の洋務運動に及んでいる。これは「十通」の一つに数えられている。